# Gu Zhutong
Gu Zhutong (顧祝同, 9 janvier 1893–17 janvier 1987), aussi connu sous son nom de courtoisie Moshan (墨山), est un général du Kuomintang qui devint homme politique dans la République de Chine de Taïwan.

## Biographie
Gu est né à Lianshui dans la province du Jiangsu et entre à l'académie militaire élémentaire à 19 ans juste avant de se joindre à la révolution chinoise de 1911. En 1912, il rejoint le Parti nationaliste chinois, et étudie à l'école d'officiers de réserve de Wuhan puis à l'académie militaire de Baoding. En 1922, il se rend à Canton et devient officier d'État-major de la seconde armée cantonaise. Quand l'académie de Huangpu est fondée en 1924, il en devient l'un des instructeurs. Quand le nouveau gouvernement nationaliste lance une campagne contre les seigneurs de guerre locaux, il devient commandant de bataillon. Durant l'expédition du Nord, Gu est promu commandant de division et commandant de corps. Durant la guerre des plaines centrales, il est commandant de la 16e armée de route. En 1931, il devient commandant de Nankin, la capitale du gouvernement nationaliste. En 1933, il participa aux campagnes d'encerclement. En 1935, il est promu général et responsable des trois provinces du Sud-Ouest, tout en devenant également président de la province du Jiangsu. Après le déclenchement de la seconde guerre sino-japonaise, il est nommé commandant-en-chef de la troisième zone de guerre, durant l'incident de la Nouvelle Quatrième armée en 1941, les unités sous son commandement sont détruites par un contingent de troupes communistes, et Tchang Kaï-chek le décore de l'ordre du Ciel bleu et du Soleil blanc, la plus haute distinction pour un commandant chinois.

### Guerre civile chinoise
En 1946, il est nommé commandant-en-chef de l'armée nationaliste et responsable de la pacification de Zhengzhou, et est chargé d'attaquer les zones contrôlées par les communistes dans la province du Shandong. En 1947, il perd la décisive campagne du Menglianggu (en), durant laquelle la 74e division d'élite est anéantie par les communistes. Tchang Kaï-chek le relève de son commandement, et le nomme chef d'État-major. En mars 1950, il arrive à Taïwan et est nommé ministre de la défense, et en 1954, il est promu général à quatre étoiles. En 1956, Gu est nommé secrétaire général du conseil de défense national. En 1967, il est nommé vice-président du comité de conseil stratégique. En 1972, il devient conseiller de Tchang Kaï-chek et meurt le 17 janvier 1987.